# کامپوکیارو
کامپوکیارو (به ایتالیایی: Campochiaro) یک کومونه در ایتالیا است که در استان کامپوباسو واقع شده‌است.

## خصوصیات
کامپوکیارو ۳۵٫۲ کیلومترمربع مساحت و ۶۲۴ نفر جمعیت دارد.